# Okol Rocks
Die Okol Rocks (englisch; bulgarisch скали Окол skali Okol) sind eine Gruppe von Klippen im Archipel der Südlichen Shetlandinseln. In der Gruppe der Aitcho-Inseln in der English Strait liegen sie 0,6 km nördlich von Jorge Island, 0,8 km östlich von Kilifarevo Island 0,9 km südlich des Chaos Reef und 0,8 km westlich des Passage Rock.
Bulgarische Wissenschaftler kartierten sie 2009. Die bulgarische Kommission für Antarktische Geographische Namen benannte sie im selben Jahr nach Ortschaften im Westen Bulgariens.